# Bibliothèques européennes de théologie
Pour les articles homonymes, voir Beth.
Bibliothèques européennes de théologie (BETH) est une association œcuménique fondée en 1961, dont le siège se trouve à Nimègue (Pays-Bas) et qui a pour but de contribuer au développement des bibliothèques de théologie d'Europe en favorisant la coopération entre ses membres.

## Historique
Dès 1957, à l'occasion du dixième anniversaire de l'Arbeitsgemeinschaft Katholisch-Theologischer Bibliotheken (AKThB), se réunirent à Francfort quelques bibliothécaires qui jetèrent les bases d'une association qui préfigurait ce que serait BETH.
Ces bibliothécaires, le Père Luchesius Smits (VKSB, Vereniging voor Seminarie- en Kloosterbibliothecarissen, Pays-Bas), le Père Francis Courtney (ABTAPL, Royaume-Uni) et le Père Paul Mech (Association des bibliothèques de sciences religieuses, France), dans l'esprit de reconstruction et de réconciliation qui caractérisa l'après-guerre, avaient pour préoccupation de contribuer au développement de la foi chrétienne en favorisant les échanges entre bibliothèques de théologie. Il leur semblait indispensable d'améliorer la qualification professionnelle, d’œuvrer à des bibliographies internationales et de favoriser l'entraide afin de répondre pleinement à leur mission. On pourrait reprendre à leur sujet la phrase de Johan van Wyngaerden au sujet des fondateurs de la VSKB aux Pays-Bas : « ils considéraient comme une mission apostolique non seulement la prise en charge de la conservation des collections précieuses de livres de séminaires et de couvents, mais aussi leur mise à disposition d'un plus large public ».
C’est donc le 18 octobre 1961, à Francfort, que fut fondé le Conseil international des associations de bibliothèques de théologie (International Council of Theological Library Associations) qui rassemblait au départ des bibliothécaires d’Allemagne, de France et des Pays-Bas.
En 1970, le Comité devint le Conseil international des associations de bibliothèques de théologie en s’agrandissant de plusieurs associations nationales et devint membre de l’IFLA (1971-1986).
De 1961 à 1999, des publications collaboratives ont attesté de l’effort entrepris : les Scripta recenter edita, bibliographie courante des ouvrages philosophiques et théologiques, furent publiées entre 1959 et 1973, et la Bibliographia ad usum seminarorium sélectionna les outils nécessaires aux études théologiques (liturgie, missiologie, œcuménisme) de 1959 à 1965.
En 1999, souhaitant souligner la nature spécifiquement européenne de ses activités, le Conseil est devenu l’association BETH : Bibliothèques Européennes de Théologie / European Theological Libraries / Europäische Bibliotheken für Theologie, qui s'est dotée d'un site, hébergé par la Katholieke Universiteit Leuven.
BETH, s’appuyant sur les organisations nationales et l’exceptionnelle richesse patrimoniale des bibliothèques concernées, organise chaque année une conférence. Les langues officielles de l'association sont le français et l'anglais. Les communications sont faites principalement en anglais. BETH aide ses membres à se regrouper pour obtenir des accès aux bases de données et diffuse toute l'année les informations concernant les expositions, les colloques et les entreprises de numérisation en cours.

## Sens symbolique

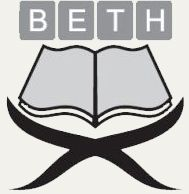
Logo de l’association

En hébreu, Beth ב est la seconde lettre de l’alphabet et la première à ouvrir le texte biblique par le mot Bereschit (« Au commencement »). La lettre BETH a le sens de « maison, édifice, construction ».
En 2008, un graphiste hongrois a réalisé le logo de l’association qui exprime la tradition de l’étude et de la lectio divina par la représentation du lutrin, et la modernité du métier de bibliothécaire par les touches de clavier sur lesquelles reposent les quatre lettres.

## Liste des associations membres
- ABCF : Association des Bibliothèques Chrétiennes de France – France
- ABEI : Associazione dei Bibliotecari Ecclesiastici Italiani – Italie
- ABIE : Asociación de Bibliotecarios de la Iglesia en España – Espagne
- ABTAPL : Association of British Theological and Philosophical Libraries – Royaume-Uni et Irlande
- AKThB : Arbeitsgemeinschaft Katholisch-Theologischer Bibliotheken – Allemagne
- BibRel.ch : Verein der BibliothekarInnen religionsbezogener Institutionen der Schweiz / Association des bibliothécaires du domaine religieux en Suisse – Suisse
- EKE : Egyházy Könyvtárak Egyesülése – Hongrie
- FIDES : Federation of the Polish Ecclesiastical Libraries – Pologne
- FTRB : Forum for Teologiske og Religionsfaglige Bibliotek – Norvège
- URBE : Unione Romana Biblioteche Ecclesiastiche – Italie
- VkwB : Verband kirchlich-wissenschaftlicher Bibliotheken in der Arbeitsgemeinschaft der Archive und Bibliotheken in der evangelischen Kirche (AABevK) – Allemagne
- VRB : Vereniging van Religieus-Wetenschappelijke Bibliothecarissen – Belgique flamande
- VTB : Vereniging voor het Theologisch Bibliothecariaat – Pays-Bas

## Site
- Site officiel